# Ciona longissima
Ciona longissima is een zakpijpensoort uit de familie van de Cionidae. De wetenschappelijke naam van de soort is voor het eerst geldig gepubliceerd in 1899 door Hartmeyer.